# دالاس هيكمان
دالاس هيكمان (بالإنجليزية: Dallas Hickman)‏ هو لاعب كرة قدم أمريكية أمريكي، ولد في 16 فبراير 1952 في مارتينز في الولايات المتحدة.

## وصلات خارجية
- دالاس هيكمان على موقع مرجع كرة القدم المحترفة.كوم (الإنجليزية)